# NOTS-EV-1 Pilot
Il NOTS-EV-1 Pilot, noto anche come NOTSNIK era un sistema di lancio non riutilizzabile e un’arma anti-satellite sviluppato dalla United States Naval Ordnance Test Station (NOTS). Fu lanciato 10 volte tra luglio e agosto 1958, tutti i lanci furono un fallimento. Fu il primo razzo lanciato in volo ad essere usato per un tentativo di lancio orbitale. Dopo il primo e il terzo tentativo di lancio orbitale, una stazione di localizzazione in Nuova Zelanda ha riferito di aver ricevuto segnali deboli dal veicolo spaziale;  tuttavia, ciò non è mai stato confermato, e i lanci non sono stati catalogati come un successo. Il razzo Pilot faceva parte del Progetto Pilot.

## Panoramica
Furono costruite due varianti del Pilot; il Pilot-1, con motori a razzo Battleship, il quale era lanciato da terra e veniva usato per i test atmosferici da China Lake, e il Pilot-2, una versione lanciata per via aerea, che veniva utilizzato per lanci orbitali. I lanci orbitali furono condotti da uno Skyray F4D-1 modificato, dalla stazione aerea navale di Point Mugu, il razzo veniva proiettato al di sopra della zona di lancio del Canale di Santa Barbara. Dei dieci lanci, quattro erano di Pilot-1 e gli altri di Pilot-2.
Il primo lancio aereo fu eseguito il 25 luglio 1958 dal pilota di ricerca William West, un ufficiale della Marina americana. Il velivolo prese il volo da China Lake a Inyokern. Il caccia iniziò una ripida salita. Il razzo si liberò automaticamente a 41.000 piedi e tre secondi dopo si accesero i primi due motori HOTROC. Il pilota era distratto durante questo periodo e l'improvviso alleggerimento aveva fatto cadere il suo aereo in una picchiata. A metà della crisi, West alzò gli occhi e vide quello che pensava fosse il veicolo che stava esplodendo. Lo riferì in quel modo, ma John Nicolaides (direttore del programma spaziale della Marina a Washington DC) in seguito decise che "l'esplosione" era il gas di scarico dei motori del razzo che si espandeva nella atmosfera più sottile. Tuttavia, quando il centro di controllo sentì il rapporto dell' "esplosione", ordinò alle stazioni di localizzazione a terra (circa sei in numero) in tutto il mondo di rimanere all'erta. Una sola stazione (a Christchurch NZ) rimase in onda; essi avevano sentito un segnale acustico nel posto giusto al momento giusto. Tuttavia, il segnale non è stato ripetuto, quindi il lancio è stato dichiarato un fallimento.
Il secondo lancio, ad agosto, si è concluso con un'esplosione del lanciatore. Il terzo lancio aereo, il 22 agosto, è stato nuovamente ambiguo: il contatto radio con il suolo è stato perso durante l'accensione del secondo stadio, ma il razzo è apparso sul video, in partenza all'orizzonte. La stazione di tracciamento di Christchurch ha ricevuto segnali nei tempi previsti durante la prima e la terza finestra orbitale, ma non è stato ricevuto alcun segnale successivo, quindi anche la missione è stata dichiarata un fallimento. (La Marina inizialmente ha riferito di un lancio riuscito alla Casa Bianca, ma a seguito della perdita di segnale non è stato emesso alcun riconoscimento pubblico della missione).
Il Progetto Pilot fu cancellato nell'agosto del 1958 e sostituito dal NOTS-EV-2 Caleb; Il progetto è rimasto classificato fino al 1994. A seguito di questa serie di test e del successivo programma Caleb risultato in fallimenti multipli, il segretario alla Difesa americano Robert McNamara decise di interrompere il programma spaziale della Marina e di assegnare tutte le responsabilità all'aeronautica americana. L'aeronautica creò un ulteriore programma di lancio aereo a metà degli anni '80, un sistema di lancio di missili anti-satellite basato su un F-15.

## Cronologia dei lanci
| Data       | Configurazione | Payload | Funzione                 | Causa del fallimento                             |
| ---------- | -------------- | ------- | ------------------------ | ------------------------------------------------ |
| 1958-07-04 | Pilot-1        | N/A     | Test                     | Esploso 1 secondo dopo il lancio.                |
| 1958-07-18 | Pilot-1        | N/A     | Test                     | Esploso sulla rampa di lancio                    |
| 1958-07-25 | Pilot-2        | Pilot-1 | Test                     | Perdita del segnale inaspettata                  |
| 1958-08-12 | Pilot-2        | Pilot-2 | Test                     | Esplosione durante l’accensione del primo stadio |
| 1958-08-16 | Pilot-1        | N/A     | Test                     | Cedimento strutturale 3.2 secondi dopo il lancio |
| 1958-08-17 | Pilot-1        | N/A     | Test                     | Cedimento strutturale 3 secondi dopo il lancio   |
| 1958-08-22 | Pilot-2        | Pilot-3 | Test                     | Perdita del segnale inaspettata                  |
| 1958-08-25 | Pilot-2        | Pilot-4 | Ricerca sulle radiazioni | Esplosione durante l’accensione del primo stadio |
| 1958-08-26 | Pilot-2        | Pilot-5 | Ricerca sulle radiazioni | Mancata accensione                               |
| 1958-08-28 | Pilot-2        | Pilot-6 | Ricerca sulle radiazioni | Accensione di un solo motore del primo stadio    |